# 中村憲吉
中村 憲吉（なかむら けんきち、1889年1月25日 - 1934年5月5日）は、広島県生まれの歌人。

## 来歴

### 生い立ち

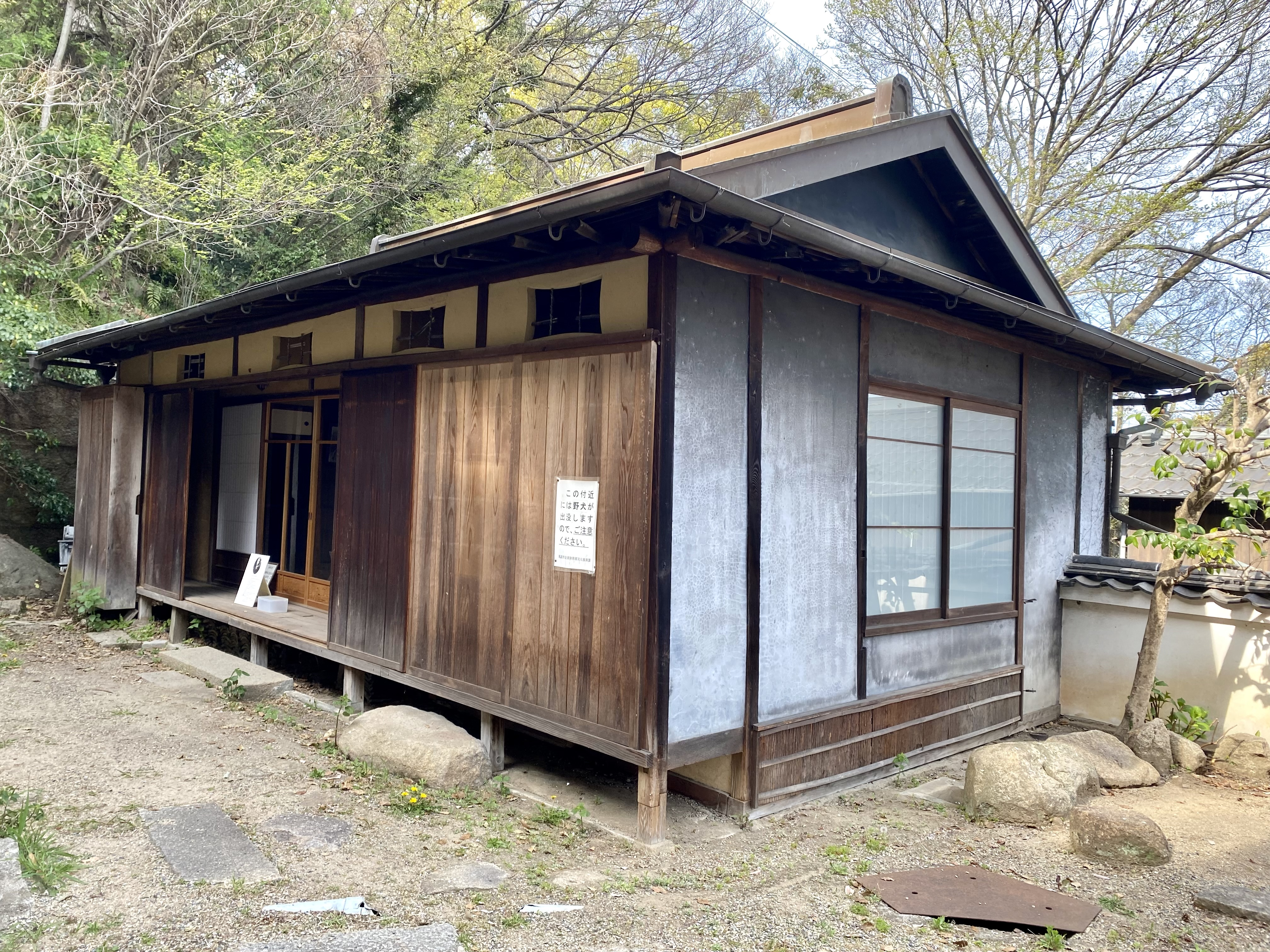
広島県尾道市に保存されている中村憲吉旧居

1889年（明治22年）1月25日、広島県三次郡上布野村（現・三次市）に、後に三次銀行初代頭取を務めた他に多くの田畑・山林を所有し醸造業も営む地元名望家の父・修一の次男として生まれる。
1894年、布野尋常小学校に入学。1898年、布野尋常小学校卒業、同高等科に入学。1900年、祖母の異父妹で、三次で旅館業を営んでいた香川八重の養子となる。香川家へは後に弟で倉田百三と親交のあった三之助が入り、憲吉は中村姓に復する。9月、三次小学校高等科に転校。
1901年、三次中学に入学。四年時には倉田百三が一年生として入学。校友雑誌の『白帆』の編集を行い自身も投稿するなど、創作活動を開始。「香川霧村」という筆名を使う。憲吉が養子に入っていた香川旅館には憲吉の文学同好の友人が多く出入りし、中でも近くに住んでいた船越象一（榊屋酒店）は親友であった。また、近所の森盛文堂は中学生の交流の場にもなっていたという。
1906年、三次中学校卒業。4月、上京し正則英語学校に通学。9月、鹿児島の第七高等学校造士館（七高）第一部甲類に入学。
1907年、在学中に文学上の友として堀内卓造、橋田東聲、岩谷莫哀らとの交流がはじまる。堀内卓造の誘いにより「万葉集」、正岡子規、伊藤左千夫の歌風を知り、作歌をはじめる。兄・純造が早世し、家を継ぐために中村姓に復する。
1908年、日本新聞の伊藤左千夫選歌、課題「竹」に応募して数首が採用される。作歌の一部12首が「アララギ」第1巻第3号に掲載される。

### 上京とアララギへの参加
1909年、上京し、伊藤左千夫を訪ねて入門。「アララギ」に参加、斎藤茂吉や古泉千樫らと交流がはじまる。
1910年7月、第七高等学校造士館を卒業。9月、東京帝国大学大学法科大学経済科に入学。本郷の追分にある富士見軒に下宿。子規九周忌歌会に出席して石原純、土屋文明、山宮允らと相知る。10月、盟友・堀内卓造急逝。
1911年、「アララギ」諸同人との交流が深まり、作歌にも熱心になる。1913年島木赤彦との合著歌集『馬鈴薯の花』刊行。『中村憲吉全集』がある。深川不動尊境内の下宿に移る。
1914年（大正３年）、本郷の菊富士本店に下宿。
1915年（大正4年）、東京帝大を卒業。11月、帰郷し、広島県福山市の倉田岩太郎の長女・倉田静子と結婚。静子の母・きくは福山郊外深津の石井英太郎の娘。石井英太郎は広島県議会議員や福山誠之館中学校の初代校長を勤め、きくの妹・大原寿恵子は大原孫三郎の妻となり、後に和歌に興味を持ち1925年には憲吉に師事する。
1916年1月、上京して新居を構えるが、10月に帰郷して家務に就く。11月、第二歌集『林泉集』（アララギ発行所）刊行。
1920年4月、兵庫県西宮市に居を定める。1921年、大阪毎日新聞の経済部記者となる。1923年11月、京都へ行き桂離宮、修学院離宮を拝観。1924年7月、第三歌集『しがらみ』（岩波書店）刊行。1926年4月、大阪毎日新聞社を退社。6月帰郷し、家督を相続して実家の酒造業に携わる。実家の大資産を、惜しみなく「アララギ」への精神的・物質的支援に注ぎ込んだ。また、広大な山林に目を向け、檜、杉の植林にも取り組む。1928年2月、岡山医科大学附属病院を訪れる夫人に同道して岡山へ。その際に弟子で助教授の上代皓三の案内で後楽園を廻る。

### 晩年
1930年11月、『現代短歌全集「中村憲吉集・土屋文明集」』刊行。肋膜の病気に罹る。1931年7月、第四歌集『軽雷集』（古今書院）刊行。1932年、広島市郊外の五日市で病気療養。
1934年（昭和9年）5月5日、肺結核と急性感冒のため尾道市の仮寓で死去。享年46歳。墓所は三次市布野町上布野にある。戒名は林泉院釈浄信憲吉居士。なお、妻・静子は1973年まで生き、長女・良子、四女・裕子（-2018年）、五女・礼子（-2013年）がいる。また、生家は現在、中村憲吉文芸記念館（2012年開館）となっている。

## 著書
- 馬鈴薯の花 久保田柿人（島木赤彦） 東雲堂書店, 1913
- 林泉集 アララギ発行所, 1916、春陽堂, 1925
- 中村憲吉選集 アルス, 1921
- しがらみ 岩波書店, 1924、短歌新聞社文庫, 1994
- 松の芽 改造社, 1925
- 軽雷集 古今書院, 1931
- 軽雷集以後 岩波書店, 1934
- 中村憲吉全集 全4巻 岩波書店, 1937-1938、復刊1982
- 中村憲吉歌集 岩波文庫, 1941、復刊1989ほか
- 中村憲吉全歌集 白玉書房, 1966